# Ramón Julca Roldán
Ramón Julca Roldán (Saposoa, 1943) es un ingeniero y político peruano. Fue alcalde provincial de Leoncio Prado entre 1993 y 1995.
Nació en Saposoa, Perú el 13 de septiembre de 1943, hijo de Segundo Julca Montenegro y Ana Roldán Lopes. Entre 1975 y 1980 cursó estudios superiores de ingeniería en industrias alimentarias en la Universidad Nacional Agraria de la Selva.
Su primera participación política fue en las elecciones constituyentes de 1992 cuando se presentó como candidato del Frente Independiente Moralizador al Congreso Constituyente Democrático sin obtener la representación. En las elecciones municipales de 1993 se presentó como candidato de la lista Líder N° 3 a la alcaldía provincial de Leoncio Prado obteniendo la elección. En el último año de su gestión volvió a ser candidato a congresista por el FIM en las elecciones generales de 1995 sin éxito. En las elecciones municipales de 1998 se presentó como candidato a una regiduría en la provincia de Leoncio Prado por Somos Perú sin obtener la representación. Tentaría sin éxito una vez más en las elecciones municipales del 2002 su reelección como alcalde de Leoncio Prado por Unidad Nacional. En las elecciones regionales del 2010 se presentó como candidato de Alianza para el Progreso a la vicepresidencia regional de Huánuco junto a Ceferino Linder Teodoro Leandro quien era candidato a presidente regional quedando en último lugar. Finalmente, en las elecciones regionales del 2014 postuló por Fuerza Popular como candidato a accesitario al Consejo regional por la provincia de Leoncio Prado sin  éxito.